# Активний об'єм газу
Активний об'єм газу (рос. активный объем газа; англ. active gas volume; нім. aktives Gasvolumen) — об'єм газу, який щорічно в період нормальної циклічної експлуатації закачується в підземне газове сховище і відбирається з нього. Активний об'єм газу визначають виходячи з конкретних гірничо-геологічних умов підземного сховища, а також тиску в місці під'єднання системи підземного сховища до магістрального газопроводу. При низьких тисках у сховищі і високих у магістральних газопроводах для збільшення тиску газу, який видобувається, використовують компресорні станції. Частка А.о.г. у повному об'ємі газу в підземних сховищах у водоносних пластах 50-60 %, у виснажених газових родовищах 50-70 %, у штучних пустотах 80-90 %.